# Кошево (Підляське воєводство)
Кошево (пол. Koszewo) — село в Польщі, у гміні Бранськ Більського повіту Підляського воєводства.
Населення — 108 осіб (2011).
У 1975-1998 роках село належало до Білостоцького воєводства.

## Демографія
Демографічна структура станом на 31 березня 2011 року:
|          | Загалом | Допрацездатний вік | Працездатний вік | Постпрацездатний вік |
| -------- | ------- | ------------------ | ---------------- | -------------------- |
| Чоловіки | 64      | 11                 | 40               | 13                   |
| Жінки    | 44      | 5                  | 15               | 24                   |
| Разом    | 108     | 16                 | 55               | 37                   |